# Kazimierz Belina Borzym
Kazimierz Belina Borzym (ur. 18 lutego 1884, zm. 24 stycznia 1968 w Warszawie) – artysta, malarz.

## Życiorys
Kazimierz Belina Borzym był synem Juliana i Florentyny z Obniskich. W latach 1904–1906 uczył się w Szkole Rysunku im. W. Gersona w Warszawie, 1906–1910 w Akademii Sztuk Pięknych w Krakowie, a od 1910 do 1914 roku w Szkole Simona Hollósy’ego w Monachium. Przed II wojną światową był profesorem malarstwa i rysunku w Gimnazjum Męskim im. Jana Zamoyskiego przy ul. Smolnej 30 w Warszawie.
Po wojnie zaliczano go, obok Michała Borucińskiego i Janusza Janowskiego, do tradycjonalistów, portrecistów i pejzażystów akademickich, którzy kontynuowali w czasach socrealizmu tradycje międzywojenne. Pewnego rodzaju wyłomem w twórczości Borzyma jest obraz „Przysięga prezydenta Bieruta” (1951), znajdujący się obecnie w Muzeum Zamoyskich w Kozłówce.

### Życie prywatne
Kazimierz Borzym był dwukrotnie żonaty. Z pierwszą żoną – Amelią z domu Kuszel (zm. przed II wojną) – miał dwie córki, Elżbietę i Hannę. Młodsza Elżbieta (Lusia) zmarła w Belgii, starsza Hanna zamieszkała w Londynie, gdzie wyszła za mąż za Januarego Orpiszewskiego. Z drugą żoną – Wandą z domu Suchodolską – był żonaty od 1947 roku do śmierci. W okresie wojny i okupacji Borzym przebywał w Warszawie. W 1943 roku ukrywał w swoim warszawskim mieszkaniu malarza marynistę Antoniego Suchanka, który uciekł z Oświęcimia. Przyjaźnił się też z malarzem Kazimierzem Lasockim, z którym po wojnie dzielił pracownię przy ul. Wiejskiej. Borzym został pochowany w grobowcu rodzinnym na Cmentarzu Powązkowskim w Warszawie.

## Twórczość
Reprezentował szkołę realistyczną. Był związany z grupami Pro Arte i Zachęta. Wraz z dwudziestu jeden artystami starszego pokolenia (takimi jak: A. Austen, Z. Badowski, M. Czepita, W. Wankie, M. Wawrzeniecki, H. Weyssenhoff) oprotestował w 1921 roku wystawę formistów w Zachęcie.
Borzym malował głównie w technice olejnej. Był portrecistą (autoportret, autoportret z córką Hanną, portrety m.in. Żony, Matki, W. Bobrowskiej, H. Chatizow, J. Perkowskiej, D. Suchodolskiej, M. Suchodolskiej, J. Suchodolskiego, I. Ścigalskiej, K. Zielińskiego, a także „Św. Teresa z krucyfiksem i bukietem róż” – kościół w Zgłowiączce). Malował też pejzaże i martwe natury („Żniwa w górach”, „Zima”, „Peonie”), „Chryzantemy” i.in. W Sieradzu, w kościele Św. Stanisława, znajdują się cenne malowidła Borzyma wykonane w 1910 roku na 500-lecie bitwy pod Grunwaldem.

### Wystawy zbiorowe
- 1910–1939 – Wystawy Towarzystwa Zachęty Sztuk Pięknych (TZSP) – Warszawa, Kraków, Lwów.
- 1947 – Wystawa Grupy Zachęta – Warszawa.
- 1950 – I Ogólnopolska Wystawa Plastyki – Warszawa, Muzeum Narodowe.
- Wystawy Grupy Zachęta – Warszawa, Moskwa, Kijów.

## Nagrody
- 1934 – Medal Brązowy Wystawy Towarzystwa Zachęty Sztuk Pięknych (TZSP).
- 1936 – Nagroda „Kuriera Warszawskiego”.
- 1937 – Medal Srebrny Wystawy Towarzystwa Zachęty Sztuk Pięknych (TZSP).
- 1950 – Srebrny Krzyż Zasługi.
- 1962 – Nagroda Jubileuszowa Ministerstwa Kultury i Sztuki.